# Frankie Newton
Frankie Newton (4 de enero de 1906-11 de marzo de 1954) fue un trompetista de jazz estadounidense.

## Biografía
Newton creció en Emory, Virginia e inició su carrera musical tocando en numerosas bandas del Nueva York de los años 20 y 30, incluidas las de Sam Wooding, Chick Webb, Charlie Barnet, Andy Kirk, Charlie "Fess" Johnson y la banda multirracial de Mezz Mezzrow. En los años 40 trabajó con las bandas de Lucky Millinder y Pete Brown. Tocó en clubes de Nueva York y Boston con músicos como los pianistas Art Tatum y James P. Johnson, el batería Sid Catlett y el clarinetista Edmond Hall.
Acompañó a la cantante Bessie Smith en sus últimas grabaciones, en noviembre de 1933. Grabó con Maxine Sullivan el tradicional escocés 'Loch Lomond' y con Billie Holiday la versión original de 1939 del mítico tema "Strange Fruit". Con Ella Fitzgerald grabó “Melancholy Baby”.
Entre marzo de 1937 y agosto de 1939, realizó ocho sesiones de grabación. Se realizaron tres sesiones en 1937 para el sello discográfico Variety de Irving Mills. En 1939, Newton grabó una sesión de seis canciones con Victor, una sesión de cuatro canciones para Vocalion, dos sesiones individuales de una canción para Blue Note Records, y finalmente una sesión de dos canciones para Vocalion.
Tocó también con Art Tatum en las versiones "Sweet Georgia Brown" y "Lady be Good", grabadas en Harlem y que se publicaron en 1973 en el álbum God is in the House de Tatum.
Falleció en Nueva York el 11 de marzo de 1954.
El historiador marxista Eric John Ernest Hobsbawm escribió bajo el seudónico Frankie Newton para el New Statesman como crítico de jazz y en diversas revistas intelectuales sobre temas diversos, como el barbarismo en la Edad Moderna, los problemas del movimiento obrero y el conflicto entre anarquismo y comunismo. 